# Fused (album)
Albums de Tony Iommi
The 1996 DEP Sessions
(2004)
Fused est un album solo du guitariste et membre fondateur de Black Sabbath, Tony Iommi, enregistré en collaboration avec Glenn Hughes. Il est sorti le 11 juillet 2005 sur le label Sanctuary Records.

## Historique
Cet album a été enregistré au Pays de Galles et en Angleterre et produit par Bob Marlette et Tony Iommi.
 Alors qu'un article de presse annonçait une collaboration avec Phil Anselmo (Pantera) qui avait déjà participé au premier album solo de Tony Iommi, Iommi, ce fut finalement avec Glenn Hughes que le guitariste travailla. Glenn Hughes avait déjà travaillé avec Iommi pour l'album de Black Sabbath, Seventh Star et sur l'album solo The 1996 DEP Sessions. Les percussions sont assurées par le sessionman américain, Kenny Aronoff
Il atteindra la 34e place au Top Heatseekers du Billboard aux États-Unis et la 92e place en Allemagne.

## Liste des titres
- Tous les titres sont composés par le trio Tony Iommi, Glenn Hughes et Bob Marlette.

1. Dopamine - 4:10
2. Wasted Again - 3:56
3. Saviour of the Real - 4:07
4. Resolution Song - 4:56
5. Grace - 5:13
6. Deep Inside a Shell - 3:42
7. What You're Living For - 4:37
8. Face Your Fear - 4:36
9. The Spell - 4:57
10. I Go Insane - 9:13

## Musiciens
- Tony Iommi: guitares.
- Glenn Hughes: chant & basse.
- Bob Marlette: claviers & basse.
- Kenny Aronoff: batterie, percussions

## Charts
| Pays                         | Durée du classement | Meilleur classement |
| ---------------------------- | ------------------- | ------------------- |
| Allemagne                    | 1 semaines          | 92e                 |
| États-Unis (Top Heatseekers) | 1 semaines          | 34e                 |